# Wilf Hall
Wilfred „Wilf“ Hall (* 14. Oktober 1934 in Haydock; † 6. August 2007 in Macclesfield) war ein englischer Fußballtorhüter. Nach dem Karrierebeginn als zweiter Torwart von Stoke City in den 1950ern wechselte er 1960 zu Ipswich Town. Dort war er zwar Teil der Mannschaft, die 1962 die englische Meisterschaft gewann, aber auch dort kam er über die Rolle des Ersatzmanns nicht hinaus. Später war er über 40 Jahre in diversen Funktionen für Macclesfield Town außerhalb des Profifußballs verantwortlich.

## Sportlicher Werdegang
Halls Sportlerlaufbahn begann unverhofft, als er sich in jungen Jahren mit Aushilfstätigkeiten bei einem kleinen Fußballverein verdingte und dort spontan als Torhüter eingesprang. Schnell war der größte Klub seiner Heimatstadt Haydock C&B hinter ihm her und schon bald ging es weiter für ihn zum semiprofessionellen Klub FC Earlestown, der in der Lancashire Combination spielte. Dort wurde er von Talentscouts von Stoke City entdeckt und im Oktober 1953 statteten ihn die „Potters“ mit einem Profivertrag aus. Bei dem Verein, der kurz zuvor in die zweite Liga abgestiegen war, kam Hall zumeist nicht über die Rolle des Ersatzmanns hinter Bill Robertson hinaus und nur in der Saison 1957/58 wurde er für einen längeren Zeitraum eingesetzt. Auch war er in der Spielzeit 1954/55 im FA Cup an der „Drittrundenschlacht“ gegen den FC Bury beteiligt, die Stoke erst nach vier Wiederholungsspielen für sich entschied. Für eine Summe von über 4.000 Pfund wechselte Hall dann im Juni 1960 zum Zweitligakonkurrenten Ipswich Town, der von dem späteren Weltmeistertrainer Alf Ramsey betreut wurde. Die Ablösesumme soll Stoke City vor allem dazu genutzt haben, um Stanley Matthews noch einmal aus Blackpool zurückzuholen.
In seinem ersten Jahr stieg Hall mit Ipswich in die höchste Spielklasse auf und völlig überraschend gewann Ipswich Town dann als Erstligaaufsteiger in der Saison 1961/62 die englische Meisterschaft. Dabei war Hall jedoch weiter nur die „Nummer 2“, nun hinter dem Stammkeeper Roy Bailey. Lediglich in fünf der 42 Ligapartien stand Hall in der Meistersaison für Ipswich zwischen den Pfosten, von denen jedoch auch nur eine gewonnen werden konnte (4:1 bei Sheffield Wednesday) und in keinem Fall behielt er eine „weiße Weste“. Für den Erhalt einer offiziellen Meistermedaille war sein Beitrag zu wenig. Nach gerade einmal 19 Pflichtspieleinsätzen in drei Jahren verließ Hall Ipswich dann im Jahr 1963.
Außerhalb des Profifußballs fand Hall dann sein Glück bei Macclesfield Town. Dort verbrachte er die letzten neun Jahre seiner aktiven Laufbahn, zunächst als „Nummer 1“ und später als Ersatzmann hinter John Cooke. Anschließend blieb er Macclesfield verbunden und insgesamt diente er dem Klub mehr als 40 Jahre lang. Er war dabei in nahezu allen Funktionen verantwortlich, darunter als Trainer der Reservemannschaft, Platzwart, Funktionär, Pförtner und Programmverkäufer. Anfang August 2007 starb er an den Folgen einer Krebserkrankung.